# Palette de Mindoro
Prioniturus mindorensis
Espèce
Statut de conservation UICN

 VU C2a(ii) : Vulnérable
La Palette de Mindoro (Prioniturus mindorensis) est une espèce d'oiseaux de la famille des Psittacidae, anciennement considérée comme sous-espèce de la Palette à couronne bleue (P. discurus).

## Répartition
Cette espèce est endémique de Mindoro (Philippines).

## Taxinomie
Selon le Congrès ornithologique international, aucune sous-espèce n'est distinguée.